# Badepigrus semicinctus
Badepigrus semicinctus is een slakkensoort uit de familie van de Anabathridae. De wetenschappelijke naam van de soort is voor het eerst geldig gepubliceerd in 1915 door May.